# Kasacija (glazbeno djelo)
Kasacija dolazi od talijanskog cassazione. To je višestavna skladba za komorni instrumentalni sastav (obično duhača s gudačima), srodna divertimentu i serenadi. Imala je od dva do desetak i više stavaka. Raširena u XVIII. stoljeću. Izvodila se obično na otvorenom kao prigodna glazba za ceremonije, svečanosti i sl. Skladali su je W. A. Mozart, Joseph Haydn, A. Poglietti i dr.